# Baiji, Sichuan
Baiji (kinesiska: 白鸡乡, 白鸡) är en socken i Kina. Den ligger i provinsen Sichuan, i den sydvästra delen av landet, omkring 490 kilometer sydväst om provinshuvudstaden Chengdu. Antalet invånare är 4 072. Befolkningen består av 1 953 kvinnor och 2 119 män. Barn under 15 år utgör 17,0 %, vuxna 15-64 år 71 %, och äldre över 65 år 11,0 %.
Genomsnittlig årsnederbörd är 1 137 millimeter. Den regnigaste månaden är juli, med i genomsnitt 320 mm nederbörd, och den torraste är januari, med 3 mm nederbörd.